# Colleretto Castelnuovo
Colleretto Castelnuovo – miejscowość i gmina we Włoszech, w regionie Piemont, w prowincji Turyn.
Według danych na rok 2004 gminę zamieszkiwało 316 osób, 52,7 os./km².